# Herald Sun Tour 2016
La 63e édition du Herald Sun Tour a eu lieu du 3 au 7 février 2016. La course fait partie du calendrier UCI Oceania Tour 2016 en catégorie 2.1.
L'épreuve a été remportée par le Britannique Christopher Froome (Sky), vainqueur de la cinquième étape, qui s'impose respectivement 29 secondes devant sont coéquipier et compatriote Peter Kennaugh, lauréat de la première étape et une minute et une seconde devant l'Australien Damien Howson (Orica-GreenEDGE).
L'Australien Ben Hill (Attaque Gusto) s'adjuge le classement par points tandis que Christopher Froome gagne celui de la montagne. Un autre Australien Chris Hamilton (Équipe nationale d'Australie) finit meilleur jeune et la formation britannique Sky meilleure équipe.

## Présentation

### Équipes
Classé en catégorie 2.1 de l'UCI Oceania Tour, le Herald Sun Tour est par conséquent ouvert aux WorldTeams dans la limite de 50 % des équipes participantes, aux équipes continentales professionnelles, aux équipes continentales et aux équipes nationales.
Seize équipes participent à ce Herald Sun Tour - trois WorldTeams, cinq équipes continentales professionnelles, sept équipes continentales et une équipe nationale :
| UCI WorldTeams  | UCI WorldTeams | UCI WorldTeams |
| Nom de l'équipe | Pays           | Code           |
| --------------- | -------------- | -------------- |
| Orica-GreenEDGE | Australie      | OGE            |
| Sky             | Royaume-Uni    | SKY            |
| Trek-Segafredo  | États-Unis     | TFS            |

| Équipes continentales professionnelles | Équipes continentales professionnelles | Équipes continentales professionnelles |
| Nom de l'équipe                        | Pays                                   | Code                                   |
| -------------------------------------- | -------------------------------------- | -------------------------------------- |
| Drapac                                 | Australie                              | DPC                                    |
| Nippo-Vini Fantini                     | Italie                                 | NIP                                    |
| Novo Nordisk                           | États-Unis                             | TNN                                    |
| ONE                                    | Royaume-Uni                            | ONE                                    |
| UnitedHealthcare                       | États-Unis                             | UHC                                    |

| Équipes continentales    | Équipes continentales | Équipes continentales |
| Nom de l'équipe          | Pays                  | Code                  |
| ------------------------ | --------------------- | --------------------- |
| Attaque Gusto            | Taipei chinois        | ATG                   |
| Avanti IsoWhey Sports    | Australie             | AIW                   |
| Data3 Cisco Racing-Scody | Australie             | DSR                   |
| JLT Condor               | Royaume-Uni           | JLT                   |
| Kenyan Riders Downunder  | Kenya                 | KRD                   |
| St George Merida         | Australie             | STG                   |
| State of Matter MAAP     | Australie             | SOM                   |

| Équipe nationale             | Équipe nationale | Équipe nationale |
| Nom de l'équipe              | Pays             | Code             |
| ---------------------------- | ---------------- | ---------------- |
| Équipe nationale d'Australie | Australie        | AUS              |

## Étapes

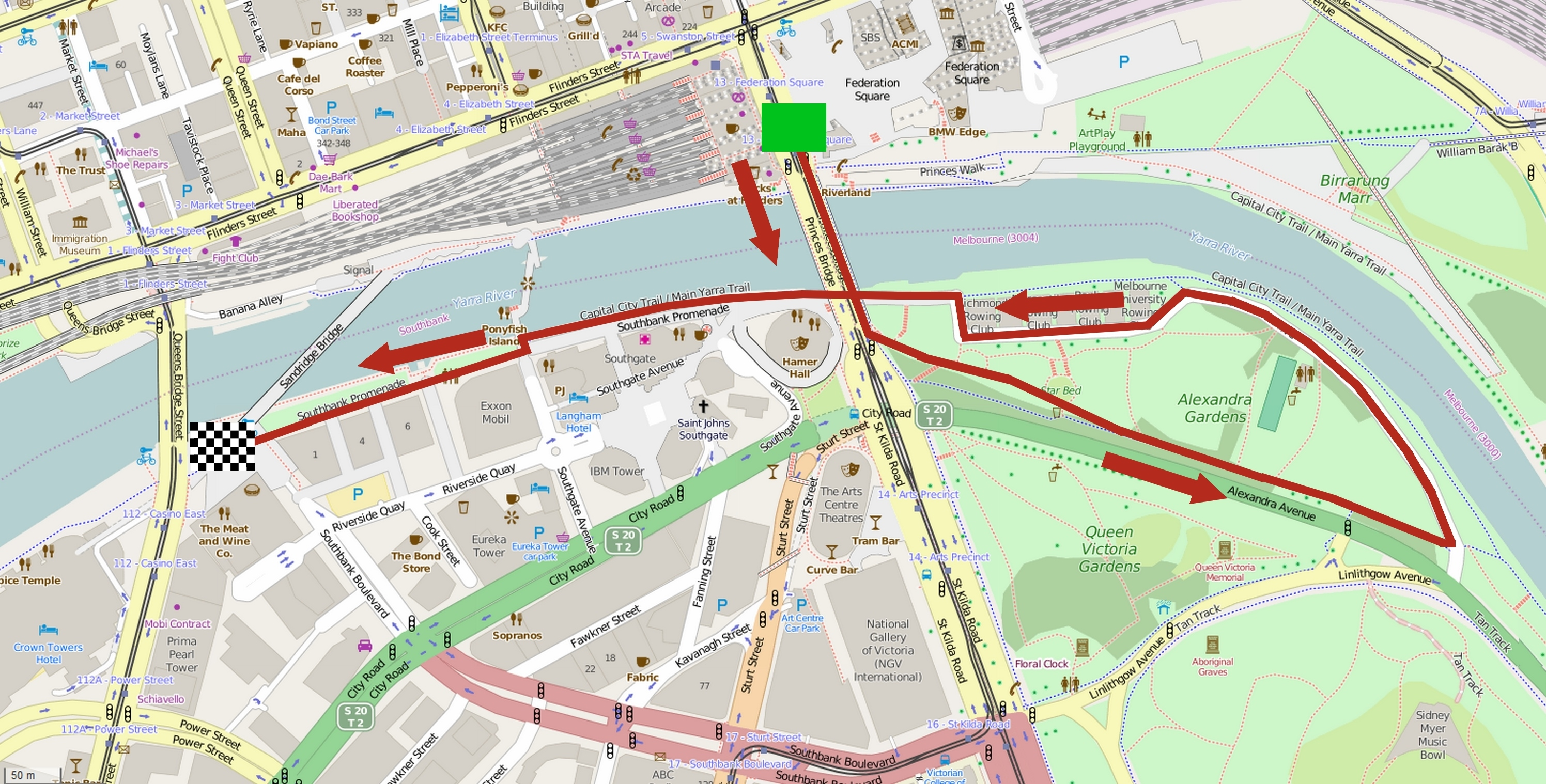
Le prologue.

| Étape     | Date   | Villes étapes               | type            | Distance (km) | Vainqueur d'étape  | Leader du classement général |
| --------- | ------ | --------------------------- | --------------- | ------------- | ------------------ | ---------------------------- |
| Prologue  | 3 fév. | Melbourne – Melbourne       | prologue        | 2,1           | William Clarke     | William Clarke               |
| 1re étape | 4 fév. | Healesville – Healesville   | étape vallonnée | 126,1         | Peter Kennaugh     | Peter Kennaugh               |
| 2e étape  | 5 fév. | Yarra Glen – Moe            | étape vallonnée | 144,2         | Caleb Ewan         | Peter Kennaugh               |
| 3e étape  | 6 fév. | Traralgon – Inverloch       | étape de plaine | 146,2         | John Murphy        | Peter Kennaugh               |
| 4e étape  | 7 fév. | Arthurs Seat – Arthurs Seat | étape vallonnée | 121,8         | Christopher Froome | Christopher Froome           |

## Déroulement de la course

### Prologue
| Classement de l'étape | Classement de l'étape | Classement de l'étape | Classement de l'étape | Classement de l'étape |
|                       | Coureur               | Pays                  | Équipe                | Temps                 |
| --------------------- | --------------------- | --------------------- | --------------------- | --------------------- |
| 1er                   | William Clarke        | Australie             | Drapac                | en 2 min 34 s         |
| 2e                    | Caleb Ewan            | Australie             | Orica-GreenEDGE       | + 1 s                 |
| 3e                    | Neil Van der Ploeg    | Australie             | Avanti IsoWhey Sports | + 2 s                 |
| 4e                    | Robbie Hucker         | Australie             | Avanti IsoWhey Sports | + 3 s                 |
| 5e                    | Joseph Cooper         | Nouvelle-Zélande      | Avanti IsoWhey Sports | + 4 s                 |
| 6e                    | Sam Bewley            | Nouvelle-Zélande      | Orica-GreenEDGE       | + 5 s                 |
| 7e                    | Niccolò Bonifazio     | Italie                | Trek-Segafredo        | + 5 s                 |
| 8e                    | Damien Howson         | Australie             | Orica-GreenEDGE       | + 5 s                 |
| 9e                    | Peter Kennaugh        | Royaume-Uni           | Sky                   | + 5 s                 |
| 10e                   | Anthony Giacoppo      | Australie             | Avanti IsoWhey Sports | + 5 s                 |
| modifier              |                       |                       |                       |                       |

| Classement général | Classement général | Classement général | Classement général    | Classement général |
|                    | Coureur            | Pays               | Équipe                | Temps              |
| ------------------ | ------------------ | ------------------ | --------------------- | ------------------ |
| 1er                | William Clarke     | Australie          | Drapac                | en 2 min 34 s      |
| 2e                 | Caleb Ewan         | Australie          | Orica-GreenEDGE       | + 1 s              |
| 3e                 | Neil Van der Ploeg | Australie          | Avanti IsoWhey Sports | + 2 s              |
| 4e                 | Robbie Hucker      | Australie          | Avanti IsoWhey Sports | + 3 s              |
| 5e                 | Joseph Cooper      | Nouvelle-Zélande   | Avanti IsoWhey Sports | + 4 s              |
| 6e                 | Sam Bewley         | Nouvelle-Zélande   | Orica-GreenEDGE       | + 5 s              |
| 7e                 | Niccolò Bonifazio  | Italie             | Trek-Segafredo        | + 5 s              |
| 8e                 | Damien Howson      | Australie          | Orica-GreenEDGE       | + 5 s              |
| 9e                 | Peter Kennaugh     | Royaume-Uni        | Sky                   | + 5 s              |
| 10e                | Anthony Giacoppo   | Australie          | Avanti IsoWhey Sports | + 5 s              |
| modifier           |                    |                    |                       |                    |

### 1reétape
| Classement de l'étape | Classement de l'étape | Classement de l'étape | Classement de l'étape        | Classement de l'étape |
|                       | Coureur               | Pays                  | Équipe                       | Temps                 |
| --------------------- | --------------------- | --------------------- | ---------------------------- | --------------------- |
| 1er                   | Peter Kennaugh        | Royaume-Uni           | Sky                          | en 3 h 1 min 47 s     |
| 2e                    | Christopher Froome    | Royaume-Uni           | Sky                          | + 0 s                 |
| 3e                    | Dion Smith            | Nouvelle-Zélande      | ONE                          | + 17 s                |
| 4e                    | Anthony Giacoppo      | Australie             | Avanti IsoWhey Sports        | + 17 s                |
| 5e                    | Jack Haig             | Australie             | Orica-GreenEDGE              | + 17 s                |
| 6e                    | Jack Bobridge         | Australie             | Trek-Segafredo               | + 17 s                |
| 7e                    | Adam Phelan           | Australie             | Drapac                       | + 17 s                |
| 8e                    | Alistair Donohoe      | Australie             | Équipe nationale d'Australie | + 17 s                |
| 9e                    | Damiano Cunego        | Italie                | Nippo-Vini Fantini           | + 17 s                |
| 10e                   | Christian Meier       | Canada                | Orica-GreenEDGE              | + 17 s                |
| modifier              |                       |                       |                              |                       |

| Classement général | Classement général | Classement général | Classement général           | Classement général |
|                    | Coureur            | Pays               | Équipe                       | Temps              |
| ------------------ | ------------------ | ------------------ | ---------------------------- | ------------------ |
| 1er                | Peter Kennaugh     | Royaume-Uni        | Sky                          | en 3 h 4 min 16 s  |
| 2e                 | Christopher Froome | Royaume-Uni        | Sky                          | + 7 s              |
| 3e                 | Dion Smith         | Nouvelle-Zélande   | ONE                          | + 23 s             |
| 4e                 | Robbie Hucker      | Australie          | Avanti IsoWhey Sports        | + 25 s             |
| 5e                 | Joseph Cooper      | Nouvelle-Zélande   | Avanti IsoWhey Sports        | + 26 s             |
| 6e                 | Damien Howson      | Australie          | Orica-GreenEDGE              | + 27 s             |
| 7e                 | Anthony Giacoppo   | Australie          | Avanti IsoWhey Sports        | + 27 s             |
| 8e                 | Jack Bobridge      | Australie          | Trek-Segafredo               | + 28 s             |
| 9e                 | Nathan Earle       | Australie          | Drapac                       | + 28 s             |
| 10e                | Chris Hamilton     | Australie          | Équipe nationale d'Australie | + 28 s             |
| modifier           |                    |                    |                              |                    |

### 2eétape
| Classement de l'étape | Classement de l'étape | Classement de l'étape | Classement de l'étape | Classement de l'étape |
|                       | Coureur               | Pays                  | Équipe                | Temps                 |
| --------------------- | --------------------- | --------------------- | --------------------- | --------------------- |
| 1er                   | Caleb Ewan            | Australie             | Orica-GreenEDGE       | en 3 h 29 min 6 s     |
| 2e                    | Tanner Putt           | États-Unis            | UnitedHealthcare      | + 0 s                 |
| 3e                    | Peter Kennaugh        | Royaume-Uni           | Sky                   | + 3 s                 |
| 4e                    | Christopher Froome    | Royaume-Uni           | Sky                   | + 5 s                 |
| 5e                    | Jack Bobridge         | Australie             | Trek-Segafredo        | + 5 s                 |
| 6e                    | Jack Haig             | Australie             | Orica-GreenEDGE       | + 14 s                |
| 7e                    | Niccolò Bonifazio     | Italie                | Trek-Segafredo        | + 25 s                |
| 8e                    | John Murphy           | États-Unis            | UnitedHealthcare      | + 25 s                |
| 9e                    | Patrick Shaw          | Australie             | Avanti IsoWhey Sports | + 25 s                |
| 10e                   | Fumiyuki Beppu        | Japon                 | Trek-Segafredo        | + 25 s                |
| modifier              |                       |                       |                       |                       |

| Classement général | Classement général | Classement général | Classement général    | Classement général |
|                    | Coureur            | Pays               | Équipe                | Temps              |
| ------------------ | ------------------ | ------------------ | --------------------- | ------------------ |
| 1er                | Peter Kennaugh     | Royaume-Uni        | Sky                   | en 6 h 33 min 21 s |
| 2e                 | Christopher Froome | Royaume-Uni        | Sky                   | + 13 s             |
| 3e                 | Jack Bobridge      | Australie          | Trek-Segafredo        | + 31 s             |
| 4e                 | Jack Haig          | Australie          | Orica-GreenEDGE       | + 48 s             |
| 5e                 | Dion Smith         | Nouvelle-Zélande   | ONE                   | + 52 s             |
| 6e                 | Damien Howson      | Australie          | Orica-GreenEDGE       | + 53 s             |
| 7e                 | Anthony Giacoppo   | Australie          | Avanti IsoWhey Sports | + 54 s             |
| 8e                 | Robbie Hucker      | Australie          | Avanti IsoWhey Sports | + 54 s             |
| 9e                 | Patrick Shaw       | Australie          | Avanti IsoWhey Sports | + 55 s             |
| 10e                | Joseph Cooper      | Nouvelle-Zélande   | Avanti IsoWhey Sports | + 55 s             |
| modifier           |                    |                    |                       |                    |

### 3eétape
| Classement de l'étape | Classement de l'étape | Classement de l'étape | Classement de l'étape        | Classement de l'étape |
|                       | Coureur               | Pays                  | Équipe                       | Temps                 |
| --------------------- | --------------------- | --------------------- | ---------------------------- | --------------------- |
| 1er                   | John Murphy           | États-Unis            | UnitedHealthcare             | en 3 h 20 min 52 s    |
| 2e                    | Niccolò Bonifazio     | Italie                | Trek-Segafredo               | m.t                   |
| 3e                    | Steele Von Hoff       | Australie             | ONE                          | m.t                   |
| 4e                    | Jesse Kerrison        | Australie             | State of Matter MAAP         | m.t                   |
| 5e                    | Anthony Giacoppo      | Australie             | Avanti IsoWhey Sports        | m.t                   |
| 6e                    | Caleb Ewan            | Australie             | Orica-GreenEDGE              | m.t                   |
| 7e                    | Neil Van der Ploeg    | Australie             | Avanti IsoWhey Sports        | m.t                   |
| 8e                    | Daniele Colli         | Italie                | Nippo-Vini Fantini           | m.t                   |
| 9e                    | Alistair Donohoe      | Australie             | Équipe nationale d'Australie | m.t                   |
| 10e                   | Luke Rowe             | Royaume-Uni           | Sky                          | m.t                   |
| modifier              |                       |                       |                              |                       |

| Classement général | Classement général | Classement général | Classement général    | Classement général |
|                    | Coureur            | Pays               | Équipe                | Temps              |
| ------------------ | ------------------ | ------------------ | --------------------- | ------------------ |
| 1er                | Peter Kennaugh     | Royaume-Uni        | Sky                   | en 9 h 54 min 13 s |
| 2e                 | Christopher Froome | Royaume-Uni        | Sky                   | + 13 s             |
| 3e                 | Jack Bobridge      | Australie          | Trek-Segafredo        | + 31 s             |
| 4e                 | Jack Haig          | Australie          | Orica-GreenEDGE       | + 48 s             |
| 5e                 | Dion Smith         | Nouvelle-Zélande   | ONE                   | + 52 s             |
| 6e                 | Damien Howson      | Australie          | Orica-GreenEDGE       | + 53 s             |
| 7e                 | Anthony Giacoppo   | Australie          | Avanti IsoWhey Sports | + 54 s             |
| 8e                 | Robbie Hucker      | Australie          | Avanti IsoWhey Sports | + 54 s             |
| 9e                 | Patrick Shaw       | Australie          | Avanti IsoWhey Sports | + 55 s             |
| 10e                | Joseph Cooper      | Nouvelle-Zélande   | Avanti IsoWhey Sports | + 55 s             |
| modifier           |                    |                    |                       |                    |

### 4eétape
| Classement de l'étape | Classement de l'étape | Classement de l'étape | Classement de l'étape        | Classement de l'étape |
|                       | Coureur               | Pays                  | Équipe                       | Temps                 |
| --------------------- | --------------------- | --------------------- | ---------------------------- | --------------------- |
| 1er                   | Christopher Froome    | Royaume-Uni           | Sky                          | en 2 h 58 min 44 s    |
| 2e                    | Damien Howson         | Australie             | Orica-GreenEDGE              | + 17 s                |
| 3e                    | Jonathan Clarke       | Australie             | UnitedHealthcare             | + 21 s                |
| 4e                    | Chris Hamilton        | Australie             | Équipe nationale d'Australie | + 29 s                |
| 5e                    | Robbie Hucker         | Australie             | Avanti IsoWhey Sports        | + 29 s                |
| 6e                    | Jack Haig             | Australie             | Orica-GreenEDGE              | + 29 s                |
| 7e                    | Peter Kennaugh        | Royaume-Uni           | Sky                          | + 32 s                |
| 8e                    | Jack Bobridge         | Australie             | Trek-Segafredo               | + 36 s                |
| 9e                    | Anthony Giacoppo      | Australie             | Avanti IsoWhey Sports        | + 41 s                |
| 10e                   | Dion Smith            | Nouvelle-Zélande      | ONE                          | + 43 s                |
| modifier              |                       |                       |                              |                       |

## Classements finals

### Classement général final
| Classement général final | Classement général final | Classement général final | Classement général final     | Classement général final |
|                          | Coureur                  | Pays                     | Équipe                       | Temps                    |
| ------------------------ | ------------------------ | ------------------------ | ---------------------------- | ------------------------ |
| 1er                      | Christopher Froome       | Royaume-Uni              | Sky                          | en 12 h 53 min 0 s       |
| 2e                       | Peter Kennaugh           | Royaume-Uni              | Sky                          | + 29 s                   |
| 3e                       | Damien Howson            | Australie                | Orica-GreenEDGE              | + 1 min 1 s              |
| 4e                       | Jack Bobridge            | Australie                | Trek-Segafredo               | + 1 min 4 s              |
| 5e                       | Jack Haig                | Australie                | Orica-GreenEDGE              | + 1 min 14 s             |
| 6e                       | Jonathan Clarke          | Australie                | UnitedHealthcare             | + 1 min 15 s             |
| 7e                       | Robbie Hucker            | Australie                | Avanti IsoWhey Sports        | + 1 min 20 s             |
| 8e                       | Chris Hamilton           | Australie                | Équipe nationale d'Australie | + 1 min 23 s             |
| 9e                       | Anthony Giacoppo         | Australie                | Avanti IsoWhey Sports        | + 1 min 32 s             |
| 10e                      | Dion Smith               | Nouvelle-Zélande         | ONE                          | + 1 min 32 s             |
| modifier                 |                          |                          |                              |                          |

### Classements annexes
| Classement par points | Classement par points | Classement par points | Classement par points | Classement par points |
| --------------------- | --------------------- | --------------------- | --------------------- | --------------------- |
|                       | Coureur               | Pays                  | Équipe                | Point(s)              |
| 1er                   | Ben Hill              | Australie             | Attaque Gusto         | 30 points             |
| 2e                    | Christopher Froome    | Royaume-Uni           | Sky                   | 22 pts                |
| 3e                    | Peter Kennaugh        | Royaume-Uni           | Sky                   | 16 pts                |
| modifier              |                       |                       |                       |                       |

| Classement de la montagne | Classement de la montagne | Classement de la montagne | Classement de la montagne | Classement de la montagne |
| ------------------------- | ------------------------- | ------------------------- | ------------------------- | ------------------------- |
|                           | Coureur                   | Pays                      | Équipe                    | Point(s)                  |
| 1er                       | Christopher Froome        | Royaume-Uni               | Sky                       | 108 points                |
| 2e                        | Chris Harper              | Australie                 | State of Matter MAAP      | 56 pts                    |
| 3e                        | Yūma Koishi               | Japon                     | Nippo-Vini Fantini        | 24 pts                    |
| modifier                  |                           |                           |                           |                           |

| Classement du meilleur jeune | Classement du meilleur jeune | Classement du meilleur jeune | Classement du meilleur jeune | Classement du meilleur jeune |
|                              | Coureur                      | Pays                         | Équipe                       | Temps                        |
| ---------------------------- | ---------------------------- | ---------------------------- | ---------------------------- | ---------------------------- |
| 1er                          | Chris Hamilton               | Australie                    | Équipe nationale d'Australie | en                           |
| 2e                           | Alistair Donohoe             | Australie                    | Équipe nationale d'Australie | +                            |
| 3e                           | Jai Hindley                  | Australie                    | Attaque Gusto                | +                            |
| modifier                     |                              |                              |                              |                              |

| Classement par équipes | Classement par équipes       | Classement par équipes | Classement par équipes |
|                        | Équipe                       | Pays                   | Temps                  |
| ---------------------- | ---------------------------- | ---------------------- | ---------------------- |
| 1re                    | Sky                          | Royaume-Uni            | en 38 h 43 min 28 s    |
| 2e                     | Avanti IsoWhey Sports        | Australie              | + 7 s                  |
| 3e                     | Équipe nationale d'Australie | Australie              | + 28 s                 |
| modifier               |                              |                        |                        |

### UCI Oceania Tour
Ce Herald Sun Tour attribue des points pour l'UCI Oceania Tour 2016, y compris aux coureurs faisant partie d'une équipe ayant un label WorldTeam. De plus la course donne le même nombre de points individuellement à tous les coureurs pour le Classement mondial UCI 2016.
| Position           | 1er | 2e | 3e | 4e | 5e | 6e | 7e | 8e | 9e | 10e | 11e | 12e | 13e à 15e | 16e à 25e |
| Classement général | 125 | 85 | 70 | 60 | 50 | 40 | 35 | 30 | 25 | 20  | 15  | 10  | 5         | 3         |
| Par étape          | 14  | 5  | 3  |    |    |    |    |    |    |     |     |     |           |           |
| Leader, par étape  | 3   |    |    |    |    |    |    |    |    |     |     |     |           |           |

| Cycliste           | Équipe                       | Général | Étape | Leader | Total |
| ------------------ | ---------------------------- | ------- | ----- | ------ | ----- |
| Christopher Froome | Sky                          | 125     | 19    | -      | 144   |
| Peter Kennaugh     | Sky                          | 85      | 17    | 9      | 111   |
| Damien Howson      | Orica-GreenEDGE              | 70      | 5     | -      | 75    |
| Jack Bobridge      | Trek-Segafredo               | 60      | -     | -      | 60    |
| Jack Haig          | Orica-GreenEDGE              | 50      | -     | -      | 50    |
| Jonathan Clarke    | UnitedHealthcare             | 40      | 3     | -      | 43    |
| Robbie Hucker      | Avanti IsoWhey Sports        | 35      | -     | -      | 35    |
| Chris Hamilton     | Équipe nationale d'Australie | 30      | -     | -      | 30    |
| Anthony Giacoppo   | Avanti IsoWhey Sports        | 25      | -     | -      | 25    |
| Dion Smith         | ONE                          | 20      | 3     | -      | 23    |
| Caleb Ewan         | Orica-GreenEDGE              | -       | 19    | -      | 19    |
| William Clarke     | Drapac                       | -       | 14    | 3      | 17    |
| Patrick Shaw       | Avanti IsoWhey Sports        | 15      | -     | -      | 15    |
| John Murphy        | UnitedHealthcare             | -       | 14    | -      | 14    |
| Steven Lampier     | JLT Condor                   | 10      | -     | -      | 10    |
| Niccolò Bonifazio  | Trek-Segafredo               | -       | 5     | -      | 5     |
| Alistair Donohoe   | Équipe nationale d'Australie | 5       | -     | -      | 5     |
| Nathan Earle       | Drapac                       | 5       | -     | -      | 5     |
| Adam Phelan        | Drapac                       | 5       | -     | -      | 5     |
| Tanner Putt        | UnitedHealthcare             | -       | 5     | -      | 5     |
| Jason Christie     | Kenyan Riders Downunder      | 3       | -     | -      | 3     |
| Damiano Cunego     | Nippo-Vini Fantini           | 3       | -     | -      | 3     |
| Laurent Didier     | Trek-Segafredo               | 3       | -     | -      | 3     |
| Benjamin Dyball    | Équipe nationale d'Australie | 3       | -     | -      | 3     |
| Chris Harper       | State of Matter MAAP         | 3       | -     | -      | 3     |
| Sebastián Henao    | Sky                          | 3       | -     | -      | 3     |
| Jai Hindley        | Attaque Gusto                | 3       | -     | -      | 3     |
| Lachlan Norris     | Drapac                       | 3       | -     | -      | 3     |
| James Oram         | ONE                          | 3       | -     | -      | 3     |
| Michael Storer     | Équipe nationale d'Australie | 3       | -     | -      | 3     |
| Neil Van der Ploeg | Avanti IsoWhey Sports        | -       | 3     | -      | 3     |
| Steele Von Hoff    | ONE                          | -       | 3     | -      | 3     |

## Évolution des classements
| Étape              | Vainqueur          | Classement général | Classement par points | Classement de la montagne | Classement du meilleur jeune | Classement par équipes | Coureur le plus combatif |
| ------------------ | ------------------ | ------------------ | --------------------- | ------------------------- | ---------------------------- | ---------------------- | ------------------------ |
| P                  | William Clarke     | William Clarke     | Non décerné           | Non décerné               | Caleb Ewan                   | Avanti IsoWhey Sports  | Non décerné              |
| 1                  | Peter Kennaugh     | Peter Kennaugh     | Peter Kennaugh        | Christopher Froome        | Chris Hamilton               | Sky                    | Nicholas Katsonis        |
| 2                  | Caleb Ewan         | Peter Kennaugh     | Peter Kennaugh        | Chris Harper              | Chris Hamilton               | Sky                    | Chris Harper             |
| 3                  | John Murphy        | Peter Kennaugh     | Ben Hill              | Chris Harper              | Chris Hamilton               | Sky                    | Ben Hill                 |
| 4                  | Christopher Froome | Christopher Froome | Ben Hill              | Christopher Froome        | Chris Hamilton               | Sky                    | Fumiyuki Beppu           |
| Classements finals | Classements finals | Christopher Froome | Ben Hill              | Christopher Froome        | Chris Hamilton               | Sky                    | Non décerné              |

## Liste des participants
- Liste de départ complète

| Légende                             | Légende                                                                                                  | Légende                                | Légende                                                                                                  |
| ----------------------------------- | --- | -------------------------------------- | --- |
| Num                                 | Dossard de départ porté par le coureur sur ce Herald Sun Tour                                            | Pos                                    | Position finale au classement général                                                                    |
| Leader du classement général        | Indique le vainqueur du classement général                                                               | Leader du classement par points        | Indique le vainqueur du classement par points                                                            |
| Leader du classement de la montagne | Indique le vainqueur du classement de la montagne                                                        | Leader du classement du meilleur jeune | Indique le vainqueur du classement du meilleur jeune                                                     |
|                                     | Indique un maillot de champion national ou mondial, suivi de sa spécialité                               | #                                      | Indique la meilleure équipe                                                                              |
| NP                                  | Indique un coureur qui n'a pas pris le départ d'une étape, suivi du numéro de l'étape où il s'est retiré | AB                                     | Indique un coureur qui n'a pas terminé une étape, suivi du numéro de l'étape où il s'est retiré          |
| HD                                  | Indique un coureur qui a terminé une étape hors des délais, suivi du numéro de l'étape                   | *                                      | Indique un coureur en lice pour le classement du meilleur jeune (coureurs nés après le 1er janvier 1994) |

| Orica-GreenEDGE OGE               | Orica-GreenEDGE OGE   | Orica-GreenEDGE OGE |
| --------------------------------- | --------------------- | ------------------- |
| Num                               | Coureur               | Pos                 |
| 1                                 | Caleb Ewan (AUS)*     | AB-4                |
| 2                                 | Mitchell Docker (AUS) | 42e                 |
| 3                                 | Jack Haig (AUS)       | 5e                  |
| 4                                 | Damien Howson (AUS)   | 3e                  |
| 5                                 | Sam Bewley (NZL)      | 76e                 |
| 6                                 | Christian Meier (CAN) | 61e                 |
| Directeur sportif : Matthew White |                       |                     |

| Sky # SKY                         | Sky # SKY                    | Sky # SKY |
| --------------------------------- | ---------------------------- | --------- |
| Num                               | Coureur                      | Pos       |
| 11                                | Christopher Froome (GBR)     | 1er       |
| 12                                | Peter Kennaugh (GBR) (Route) | 2e        |
| 13                                | Luke Rowe (GBR)              | 67e       |
| 14                                | Ian Boswell (USA)            | 27e       |
| 15                                | Sebastián Henao (COL)        | 24e       |
| 16                                | Salvatore Puccio (ITA)       | 38e       |
| Directeur sportif : Gabriel Rasch |                              |           |

| Trek-Segafredo TFS               | Trek-Segafredo TFS          | Trek-Segafredo TFS |
| -------------------------------- | --------------------------- | ------------------ |
| Num                              | Coureur                     | Pos                |
| 21                               | Eugenio Alafaci (ITA)       | 68e                |
| 22                               | Fumiyuki Beppu (JPN)        | 39e                |
| 23                               | Julien Bernard (FRA)        | 47e                |
| 24                               | Niccolò Bonifazio (ITA)     | 41e                |
| 25                               | Laurent Didier (LUX)        | 25e                |
| 26                               | Jack Bobridge (AUS) (Route) | 4e                 |
| Directeur sportif : Kim Andersen |                             |                    |

| Drapac DPC                      | Drapac DPC           | Drapac DPC |
| ------------------------------- | -------------------- | ---------- |
| Num                             | Coureur              | Pos        |
| 31                              | Lachlan Norris (AUS) | 17e        |
| 32                              | Adam Phelan (AUS)    | 14e        |
| 33                              | Nathan Earle (AUS)   | 13e        |
| 34                              | William Clarke (AUS) | 49e        |
| 35                              | Travis Meyer (AUS)   | AB-4       |
| 36                              | Thomas Scully (NZL)  | 52e        |
| Directeur sportif : Tom Southam |                      |            |

| UnitedHealthcare UHC               | UnitedHealthcare UHC    | UnitedHealthcare UHC |
| ---------------------------------- | ----------------------- | -------------------- |
| Num                                | Coureur                 | Pos                  |
| 41                                 | Jonathan Clarke (AUS)   | 6e                   |
| 42                                 | Adrian Hegyvary (USA)   | 79e                  |
| 43                                 | Tyler Magner (USA)      | 62e                  |
| 44                                 | John Murphy (USA)       | 57e                  |
| 45                                 | Daniel Summerhill (USA) | 40e                  |
| 46                                 | Tanner Putt (USA)       | 59e                  |
| Directeur sportif : Hendrik Redant |                         |                      |

| Novo Nordisk TNN                    | Novo Nordisk TNN           | Novo Nordisk TNN |
| ----------------------------------- | -------------------------- | ---------------- |
| Num                                 | Coureur                    | Pos              |
| 51                                  | Christopher Williams (AUS) | 69e              |
| 52                                  | James Glasspool (AUS)      | 80e              |
| 53                                  | Scott Ambrose (NZL)*       | 46e              |
| 54                                  | Corentin Cherhal (FRA)*    | 82e              |
| 55                                  | Brian Kamstra (NED)        | 34e              |
| 56                                  | Gerd de Keijzer (NED)*     | 84e              |
| Directeur sportif : Pavel Cherkasov |                            |                  |

| ONE                             | ONE                   | ONE |
| ------------------------------- | --------------------- | --- |
| Num                             | Coureur               | Pos |
| 61                              | Richard Handley (GBR) | 32e |
| 62                              | Kristian House (GBR)  | 37e |
| 63                              | Joshua Hunt (GBR)     | 55e |
| 64                              | James Oram (NZL)      | 16e |
| 65                              | Dion Smith (NZL)      | 10e |
| 66                              | Steele Von Hoff (AUS) | 58e |
| Directeur sportif : Philip West |                       |     |

| Nippo-Vini Fantini NIP            | Nippo-Vini Fantini NIP         | Nippo-Vini Fantini NIP |
| --------------------------------- | ------------------------------ | ---------------------- |
| Num                               | Coureur                        | Pos                    |
| 71                                | Damiano Cunego (ITA)           | 21e                    |
| 72                                | Giacomo Berlato (ITA)          | 44e                    |
| 73                                | Daniele Colli (ITA)            | 54e                    |
| 74                                | Nicolas Marini (ITA)           | NP-3                   |
| 75                                | Yūma Koishi (JPN)              | 64e                    |
| 76                                | Kazushige Kuboki (JPN) (Route) | AB-4                   |
| Directeur sportif : Mario Manzoni |                                |                        |

| JLT Condor JLT                  | JLT Condor JLT             | JLT Condor JLT |
| ------------------------------- | -------------------------- | -------------- |
| Num                             | Coureur                    | Pos            |
| 81                              | Russell Downing (GBR)      | 72e            |
| 82                              | Christopher Lawless (GBR)* | AB-4           |
| 83                              | George Atkins (GBR)        | 74e            |
| 84                              | Jonathan Mould (GBR)       | 50e            |
| 85                              | Alistair Slater (GBR)      | 71e            |
| 86                              | Steven Lampier (GBR)       | 12e            |
| Directeur sportif : John Herety |                            |                |

| Avanti IsoWhey Sports AIW                    | Avanti IsoWhey Sports AIW | Avanti IsoWhey Sports AIW |
| -------------------------------------------- | ------------------------- | ------------------------- |
| Num                                          | Coureur                   | Pos                       |
| 91                                           | Joseph Cooper (NZL)       | 26e                       |
| 92                                           | Anthony Giacoppo (AUS)    | 9e                        |
| 93                                           | Patrick Lane (AUS)        | 28e                       |
| 94                                           | Neil Van der Ploeg (AUS)  | AB-4                      |
| 95                                           | Robbie Hucker (AUS)       | 7e                        |
| 96                                           | Patrick Shaw (AUS)        | 11e                       |
| Directeur sportif : Andrew Christie-Johnston |                           |                           |

| Kenyan Riders Downunder KRD         | Kenyan Riders Downunder KRD  | Kenyan Riders Downunder KRD |
| ----------------------------------- | ---------------------------- | --------------------------- |
| Num                                 | Coureur                      | Pos                         |
| 101                                 | Jason Christie (NZL) (Route) | 23e                         |
| 102                                 | Suleiman Kangangi (KEN)      | 45e                         |
| 103                                 | Nick Miller (NZL)            | 31e                         |
| 104                                 | Morgan Smith (NZL)           | 65e                         |
| 105                                 | Liam Hill (AUS)              | 88e                         |
| 106                                 | Nathan Elliott (AUS)         | 81e                         |
| Directeur sportif : Stewart Crowley |                              |                             |

| St George Merida STG             | St George Merida STG  | St George Merida STG |
| -------------------------------- | --------------------- | -------------------- |
| Num                              | Coureur               | Pos                  |
| 111                              | Jay Dutton (AUS)      | 75e                  |
| 112                              | Patrick Sharpe (AUS)* | AB-1                 |
| 113                              | Nicholas Woods (AUS)  | 70e                  |
| 114                              | Daniel Bonello (AUS)  | 86e                  |
| 115                              | Brodie Talbot (AUS)   | 60e                  |
| 116                              | Josh Berry (AUS)      | 66e                  |
| Directeur sportif : Brett Dutton |                       |                      |

| Data3 Cisco Racing-Scody DSR        | Data3 Cisco Racing-Scody DSR | Data3 Cisco Racing-Scody DSR |
| ----------------------------------- | ---------------------------- | ---------------------------- |
| Num                                 | Coureur                      | Pos                          |
| 121                                 | Samuel Volkers (AUS)         | 85e                          |
| 122                                 | Scott Thomas (NZL)           | 35e                          |
| 123                                 | Thomas Hubbard (NZL)         | 87e                          |
| 124                                 | Craig Evers (AUS)            | 78e                          |
| 125                                 | Ryan Thomas (AUS)*           | 53e                          |
| 126                                 | Dylan Newbery (AUS)*         | 63e                          |
| Directeur sportif : Peter Zijerveld |                              |                              |

| State of Matter MAAP SOM          | State of Matter MAAP SOM | State of Matter MAAP SOM |
| --------------------------------- | ------------------------ | ------------------------ |
| Num                               | Coureur                  | Pos                      |
| 131                               | Michael Cuming (GBR)     | 30e                      |
| 132                               | Chris Harper (AUS)*      | 22e                      |
| 133                               | Dylan Sunderland (AUS)*  | 48e                      |
| 134                               | Jesse Kerrison (AUS)*    | 43e                      |
| 135                               | Nicholas Katsonis (AUS)* | 36e                      |
| 136                               | Ryan Cavanagh (AUS)*     | 51e                      |
| Directeur sportif : Damian Harris |                          |                          |

| Attaque Gusto ATG                  | Attaque Gusto ATG    | Attaque Gusto ATG |
| ---------------------------------- | -------------------- | ----------------- |
| Num                                | Coureur              | Pos               |
| 141                                | Cameron Bayly (AUS)  | 29e               |
| 142                                | Sam Dobbs (NZL)*     | 73e               |
| 143                                | Lu Shao-hsuan (TPE)* | 83e               |
| 144                                | Ben Hill (AUS)       | 77e               |
| 145                                | Jai Hindley (AUS)*   | 18e               |
| 146                                | Timothy Guy (AUS)    | 56e               |
| Directeur sportif : Tomaž Poljanec |                      |                   |

| Équipe nationale d'Australie AUS | Équipe nationale d'Australie AUS | Équipe nationale d'Australie AUS |
| -------------------------------- | -------------------------------- | -------------------------------- |
| Num                              | Coureur                          | Pos                              |
| 151                              | Benjamin Dyball (AUS)            | 19e                              |
| 152                              | Alistair Donohoe (AUS)*          | 15e                              |
| 153                              | Chris Hamilton (AUS)*            | 8e                               |
| 154                              | Lucas Hamilton (AUS)*            | AB-1                             |
| 155                              | Angus Lyons (AUS)*               | 33e                              |
| 156                              | Michael Storer (AUS)*            | 20e                              |
| Directeur sportif : James Victor |                                  |                                  |